# Michel Babatunde
Michel Babatunde (* 24. Dezember 1992 in Benue) ist ein nigerianischer Fußballspieler.

## Sportlicher Werdegang
Babatunde debütierte für den Heartland FC im Erwachsenenbereich und wurde noch als Teenager nach Europa transferiert. Ab 2011 spielte er für Krywbas Krywyj Rih, Wolyn Luzk und den FK Dnipro im ukrainischen Fußball. Dabei avancierte er 2013 zum Auswahlspieler der nigerianischen Nationalmannschaft, als er am 31. Mai des Jahres bei einem 2:2-Remis gegen Mexiko im Nationaljersey debütierte. Anschließend gehörte er auch zum Kader beim FIFA-Konföderationen-Pokal 2013, als Einwechselspieler für Nnamdi Oduamadi kam er unter Nationaltrainer Stephen Keshi zu einem Turniereinsatz bei der 1:2-Niderlage in der Gruppenphase gegen Uruguay. Im folgenden Jahr stand er bei der WM-Endrunde 2014 ebenfalls im Kader und kam zu zwei Einsätzen in der Gruppenphase, beim Ausscheiden im Achtelfinale gegen Frankreich saß er jedoch nur noch auf der Ersatzbank.
2015 wechselte Babatunde zu Raja Casablanca, wo er eine Spielzeit in der Botola auflief. Anschließend ging er zum katarischen Zweitligisten Qatar SC, mit dem er 2017 die Rückkehr in die Qatar Stars League schaffte. Nach einer Spielzeit in der höchsten katarischen Liga kehrte er nach Marokko zurück, wo er sich Wydad Casablanca anschloss. Mit dem Klub gewann er in der Spielzeit 2018/19 den nationalen Meistertitel und erreichte das Endspiel der CAF Champions League 2018/19. Nachdem er beim 1:1-Remis im Hinspiel gegen Espérance Tunis in der Startformation gestanden hatte, setzte ihn Trainer Faouzi Benzarti im Rückspiel auf die Ersatzbank. Nachdem nach zwischenzeitlicher Führung durch Youcef Belaïli für den tunesischen Klub der vermeintliche Ausgleichstreffer von Wydad durch Walid El Karti wegen einer Abseitsstellung von Schiedsrichter Bakary Gassama nicht gegeben wurde und der Videobeweis durch einen Videoassistenten wegen einer Störung nicht funktionierte, weigerte sich die Mannschaft von Wydad weiterzuspielen. Das Spiel wurde daraufhin abgebrochen und Espérance Tunis später zum Sieger erklärt. In der Spielzeit 2020/21 wiederholte der Klub den Gewinn der nationalen Meisterschaft, Babatunde hatte jedoch mittlerweile lediglich den Status eines Ergänzungsspielers und kam kaum zu Spielzeit.
Nachdem Babatundes Vertrag in Marokko im Sommer 2021 ausgelaufen war, war er zeitweise ohne Verein. 2022 schloss er sich mit einem Ein-Jahres-Vertrag dem albanischen Klub KF Laçi an, mit dem er in der Qualifikation für die UEFA Europa Conference League antrat. Zwar war er über weite Strecken Stammspieler in der Kategoria Superiore, der Vertrag wurde jedoch nicht verlängert. Wiederum war er zeitweise ohne Verein, ehe er vor Beginn der Uzbekistan-Pro-League-Spielzeit 2024 beim usbekischen Zweitligisten FK Mashʼal Muborak unterkam.